# Henryk Julian Gay
Henryk Julian Gay (ur. 10 stycznia 1875 w Warszawie, zm. 3 października 1936 tamże) – polski architekt i inżynier, autor licznych projektów budynków w Warszawie, Mińsku, Kijowie i na innych terenach ówczesnego Imperium Rosyjskiego; w okresie międzywojennym architekt wojewódzki w Pińsku.

## Życiorys

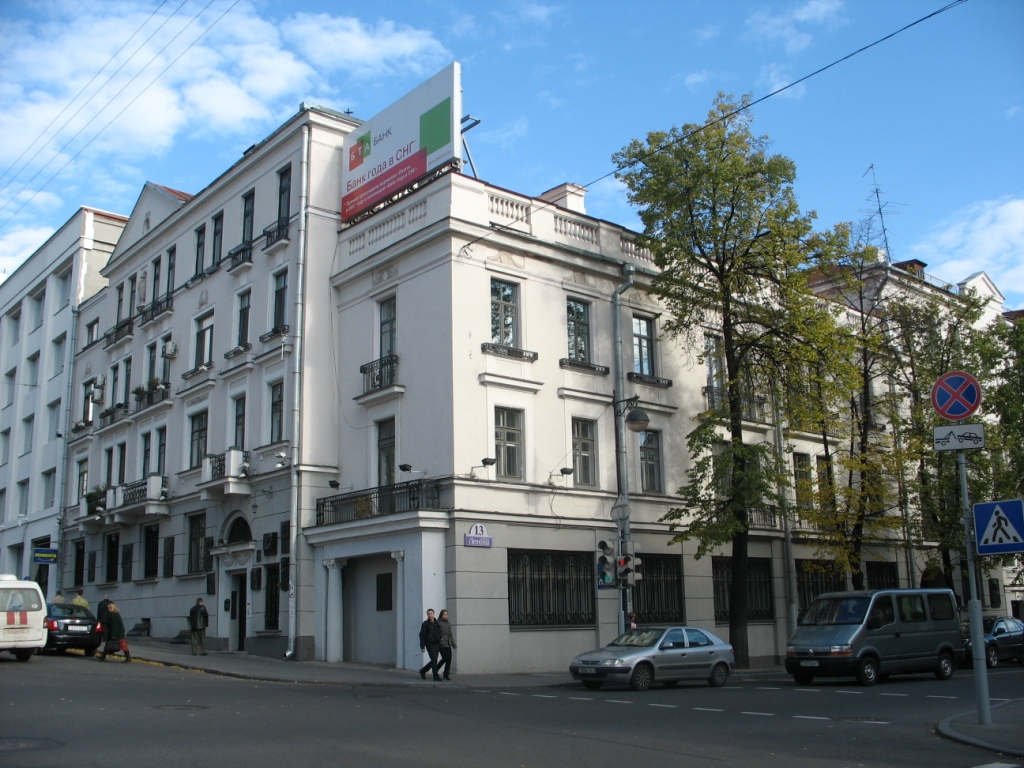
Dawna siedziba spółki „Gay, Święcicki & Co” w Mińsku, według projektu Henryka Gaya

Urodził się 10 stycznia 1875 roku w Warszawie, w Królestwie Polskim, jako syn Henryka i Joanny z domu Müller. Wywodził się z polskiej szlachty. Jego dziadek, Jakub Gay, był architektem, projektantem m.in. gmachu Banku Polskiego w Warszawie. Ukończył Szkołę Realną Wojciecha Górskiego w Warszawie. Studiował architekturę w Instytucie Inżynierów Cywilnych w Petersburgu. Ukończył studia w 1898 roku ze złotym medalem, uzyskując dyplom inżyniera. Następnie przez kilka lat uzupełniał wiedzę zawodową ucząc się w szkołach artystycznych w Paryżu i Monachium, zwiedzając Wiedeń, a także spędzając czas we Włoszech, Algierze, Tunisie i innych miejscach. Samodzielnie prowadził badania nad sztuką dawnej Grecji, Włoch, Tunezji i Francji.
Pracę zawodową rozpoczął w Warszawie w 1902 roku jako asystent szeregu polskich budowniczych. Wchodził w skład związku twórczego Warszawskiego Towarzystwa Sztuk Pięknych. Każdego roku w latach 1902−1914 brał udział w konkursach architektonicznych organizowanych przez Towarzystwo, zdobywając liczne odznaczenia i nagrody. Za radą starszych kolegów w 1906 roku przeprowadził się do Mińska Litewskiego, gdzie brakowało wówczas wykwalifikowanych architektów i gdzie łatwiej mógł zrobić karierę jako indywidualny twórca. W latach 1906–1910 pełnił funkcję kierownika robót budowlano-montażowych na budowie Kościoła św. Szymona i św. Heleny w Mińsku Litewskim (zastąpił na tym stanowisku Zygmunta Święcickiego). Od 1909 roku był członkiem Koła Architektów w Warszawie. Przed I wojną światową posiadał dwie pracownie architektoniczne. Jedna z nich znajdowała się z Warszawie, początkowo wspólna z Dzierżanowskim i Wojciechowskim, a następnie samodzielna przy ul. Okólnik. Druga, jako spółka „Gay, Święcicki & Co” znajdowała się w Mińsku Litewskim, w budynku na rogu ulic Gubernatorskiej i Podgórnej. Od 1914 roku przebywał w głębi Imperium Rosyjskiego, wybuch I wojny światowej zastał go we Władywostoku. Zorganizował tam polską kolonię i pełnił obowiązki konsula. W 1918 roku wyjechał z Rosji. Przez pewien czas pracował w Mińsku, który wówczas znajdował się pod polską administracją, po czym w 1919 roku opuścił go i wrócił do Warszawy. W czasie wojny polsko-bolszewickiej należał do Straży Obywatelskiej. Prowadził wykłady w Szkole Kolejowej. W okresie dwudziestolecia międzywojennego pełnił funkcję wojewódzkiego architekta w Pińsku.

## Charakterystyka twórczości
Henryk Julian Gay projektował budynki w stylu neoklasycyzmu. Według Uładzimira Dzianisaua stał się on dzięki swoim pracom znaczą figurą neoklasycyzmu w Mińsku. Dzianisau opisywał jego twórczość w tym mieście następująco:

To właśnie tu w Mińsku krok za krokiem coraz głębiej i gruntowniej opanowywał mistrzostwo, tajniki i mądrości nowoczesnego budownictwa. Jego projekty, a potem i pierwsze realizacje od razu zwróciły na siebie uwagę swoją niezwykłą artystyczną obrazowością, z jaskrawo wyrażoną twórczą indywidualnością autora, nowoczesnym dynamizmem wznoszenia kompozycji przestrzennych, romantyczną stylizacją artystyczną, jednością architektury i sztuki dekoracyjno-wykończeniowej, gdzie kolor i faktura materiałów wykończeniowych przyczyniały się do wzmocnienia emocjonalnego nasycenia form budowli. Duże rozmiary okien, zazwyczaj rozciągniętych w pionie, tworzyły poczucie lekkości i wizualnie wiązały wewnętrzne przestrzenie pomieszczeń z zewnętrznym światem ulic i placów.

## Nagrody
- I nagroda w konkursie na budynek hal targowych na placu Witkowskiego w Warszawie (1904)[1];
- I nagroda w konkursie na budynek hal targowych Rynku Besarabskiego w Kijowie[5];
- II nagroda Warszawskiego Towarzystwa Sztuk Pięknych – za projekt dwukondygnacyjnego domu mieszkalnego w stylu ludowym (1902)[1].

## Wybrane prace

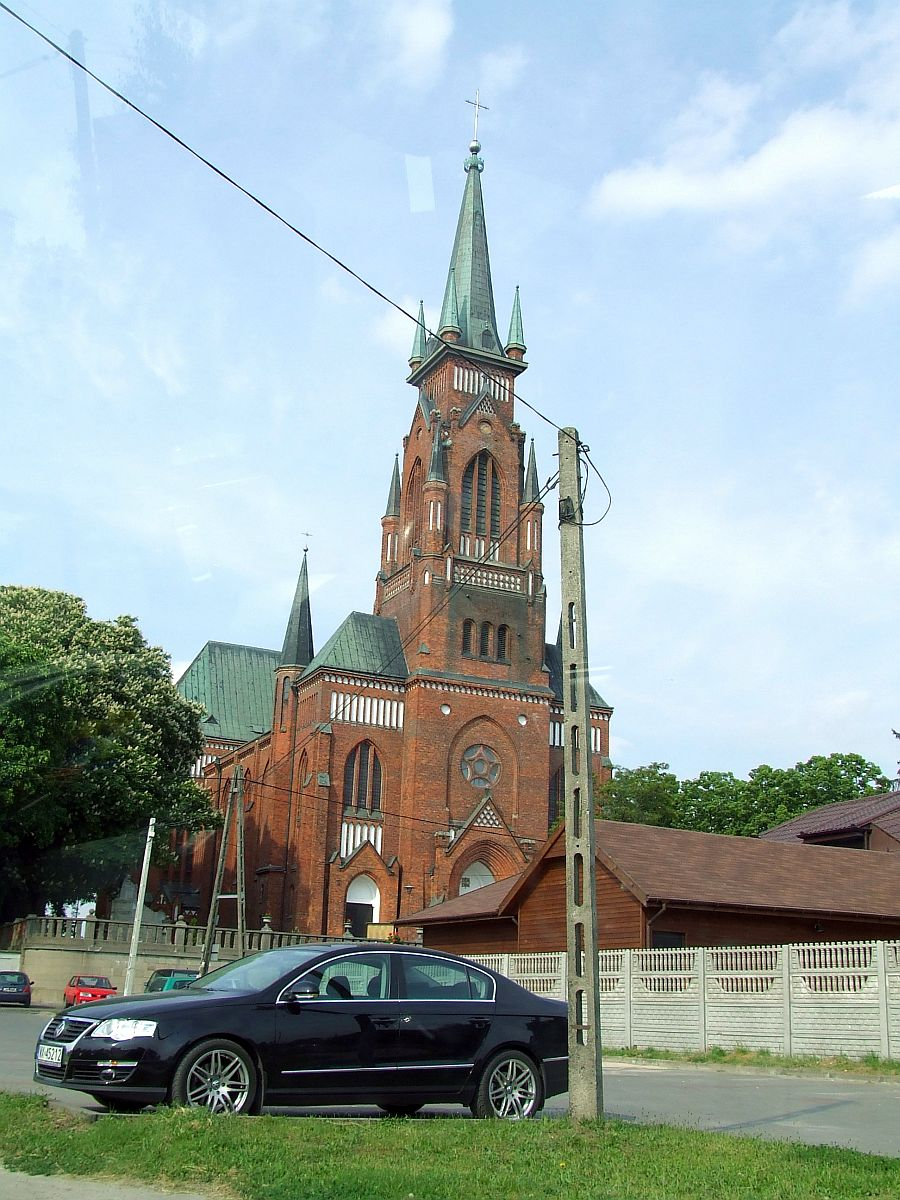
Kościół Niepokalanego Poczęcia NMP na Żbikowie

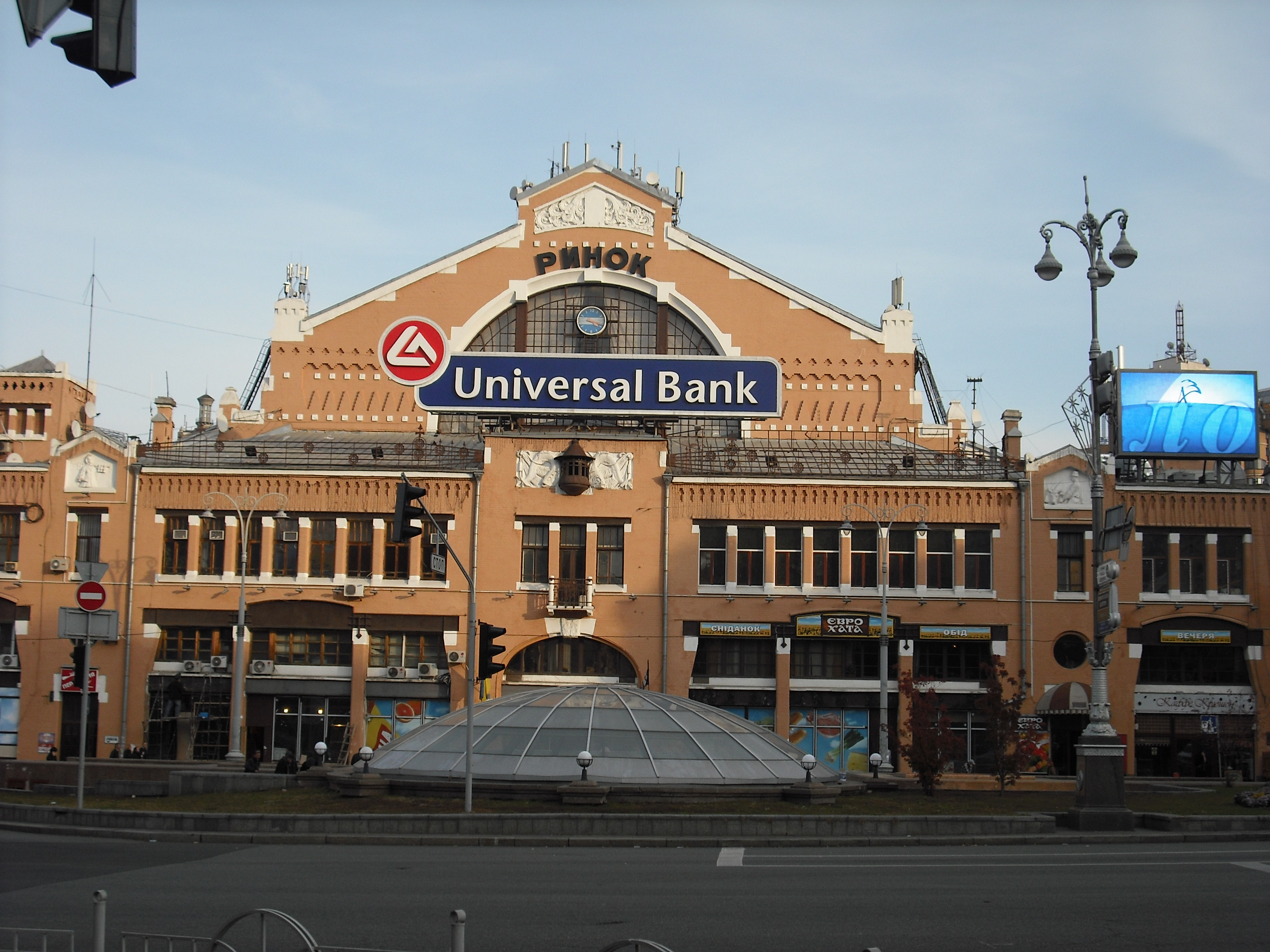
Rynek Besarabski w Kijowie

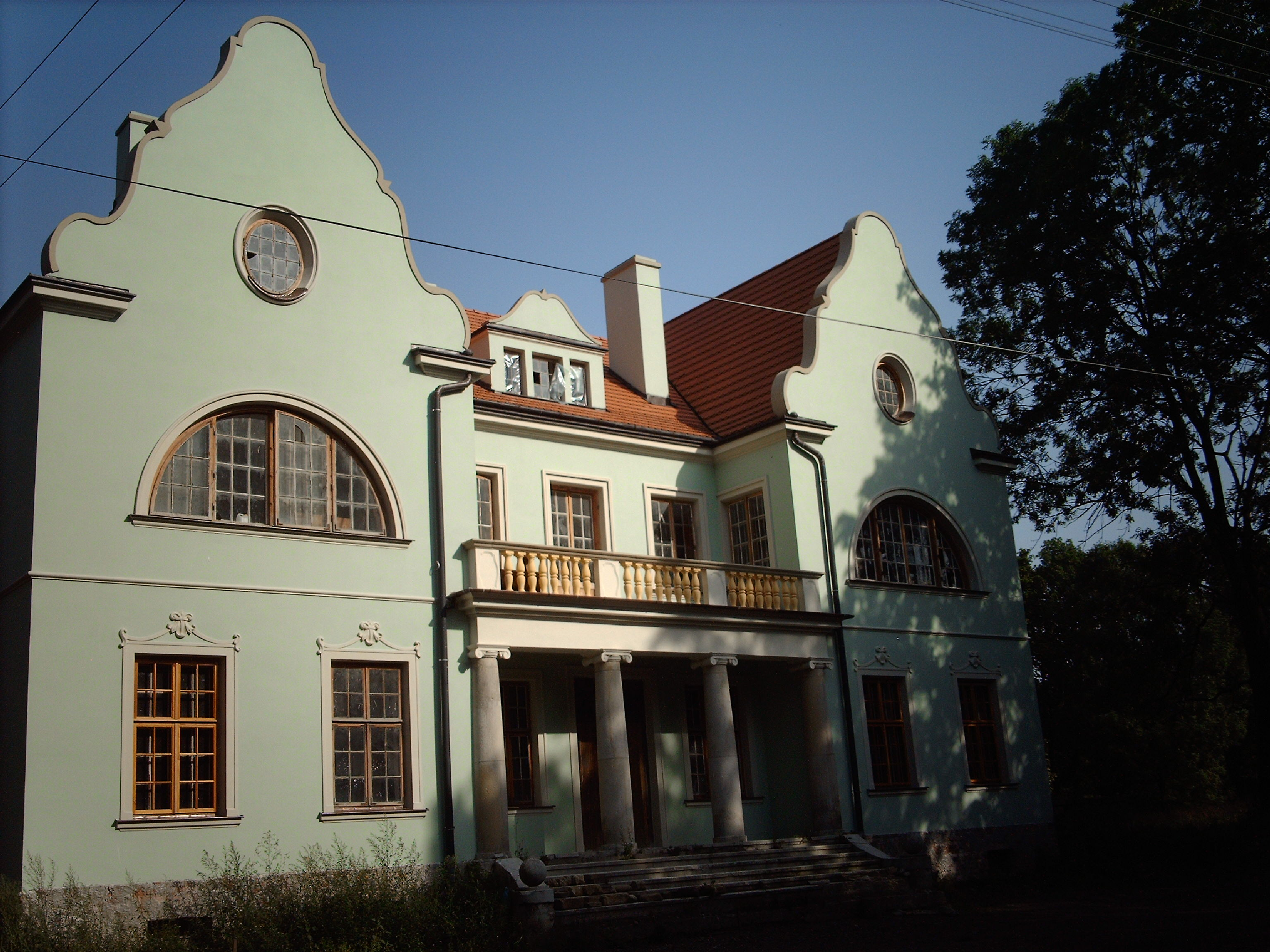
Dwór Edwarda Raczyńskiego w Zawadzie

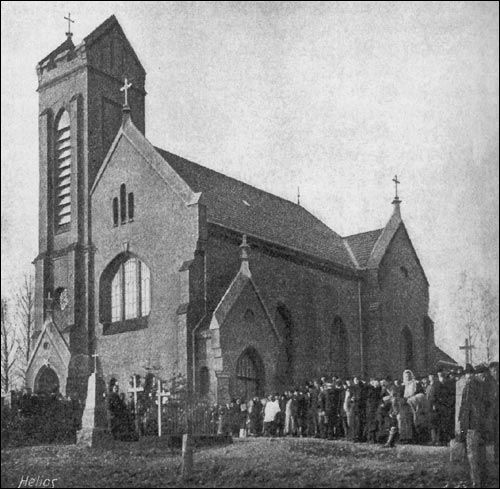
Kościół w Wołczkiewiczach k. Mińska

### Warszawa
- Gmach Bibliotekik Ordynacji hr. Krasińskich, ul. Okólnik 9/9a (projekt razem z Juliuszem Nagórskim, zbudowana 1912–1930)[2][1];
- Blok domów przy ul. Żelaznej, Krochmalnej i Sewerynów[2];
- Dom ludowy, ul. Ogrodowa[2];
- Dom parafii Ewangelicko-Augsburskiej, ul. Kredytowa 4 (projekt przebudowy, realizacja 1910–1911)[4];
- Dom Parafialny parafii Ewangelicko–Augsburskiej przy placu Małachowskiego (projekt; zbudowany 1911–1912, zniszczony w czasie II wojny światowej[4];
- Domy urzędników Dyrekcji Kolei przy Dworcu Wileńskim[2][4];
- Fabryka E. Wedla[2];
- Fabryka Lardellego, ul. Polna[2];
- Fabryka mebli Szczerbińskiego i Trenerowskiego[2];
- Gimnazjum męskie im. M. Reya Zboru Ewangelicko-Augsburskiego, plac Małachowskiego 1 (projekt przebudowy, realizacja w 1912, zachowany częściowo)[2][4];
- Hala Świętojerska, ul. Świętojerska 4/6 (w latach 1913–1916 ul. Koźla 5) (projekt razem z Kazimierzem Gadomskim i A. Friedmanem; zbudowana 1913–1916, zniszczona w 1944)[2][4];
- Hale Targowe, plac Kazimierza Wielkiego (Witkowski) (projekt 1904; zbudowany 1905–1908, zniszczony w 1944)[2][4][1];
- Kasa chorych, ul. Mariańska[2];
- Kasa chorych, ul. Wolska[2];
- Korpus Kadetów Suworowa, Aleje Ujazdowskie 3 (projekt razem z Wiktorem Junosza-Piotrowskim, zbudowany ok. 1900)[2][4];
- Morga na Pradze (projekt)[4];
- Państwowa Szkoła Kolejowa, ul. Chmielna 88[4];
- Publiczne Szkoły Powszechne nr 34 i 41, ul. Drewniana 6/8 (projekt; zbudowany w 1906)[2][4];
- Publiczne Szkoły Powszechne nr 49 im. Michaliny Mościckiej i nr 51 im. ks. biskupa Władysława Bandurskiego, ul. Szeroka 17/29 (modyfikacja projektu Apoloniusza Nieniewskiego; zbudowane 1903–1904, zniszczone w 1939)[4];
- Szkoła miejska przy zbiegu ul. Dobrej i ul. Drewnianej[4];
- Szkoła Powszechna Towarzystwa Szkoły Mazowieckiej, ul. Klonowa 16 (projekt; zbudowany 1911–1912)[2][4];
- Szpital Ginekologiczno-Położniczy św. Zofii, ul. Żelazna 90 (projekt, zbudowany w 1912)[4];
- Ubezpieczalnia Społeczna nr 1, ul. Mariańska 1 (projekt; zbudowany 1924–1925)[4];
- Więzienie karne, ul. Rakowiecka 37[2];
- Więzienie śledcze, ul. Daniłowiczowska[2];
- Wydziały Hipoteczne Sądu Okręgowego w Warszawie, ul. Kapucyńska 6 (obecnie Aleja „Solidarności” 58; modyfikacja projektu razem z M. Możdżeńskim; zbudowany 1912–1913)[2][4].

### Pozostałe
- Dom dochodowy Emanuela Obrąpalskiego w Mińsku Litewskim, ul. Zacharzewska (obecnie ul. Sowiecka 17; projekt 1910, zbudowany 1912; neoklasycyzm)[1];
- Dom dochodowy w Mińsku Litewskim, ul. Sierpuchowska (obecnie ul. Wołodarskiego 10; 1909)[1];
- Dom dochodowy w Mińsku Litewskim na rogu ulic Gubernatorskiej i Podgórnej (obecnie narożnik pod adresami ul. Lenina 13 i ul. Marksa 30; Muzeum Piatrusia Brouki)[3][1];
- Dom szlachcica Umińskiego w Mińsku Litewskim (obecnie ul. Sowiecka 19; projekt, zbudowany na początku XX wieku)[3];
- Domy w Konstancinie[2];
- Dworzec kolejowy w Pińsku[3];
- Dwór Edwarda Raczyńskiego w Zawadzie k. Dębicy[2];
- Fabryka „Motor” na ul. Racławickiej, Marszałkowskiej w Warszawie oraz w Kutnie[2];
- Gmach Towarzystwa Wzajemnej Pomocy (Towarzystwa Ubezpieczeń Rolniczych) w Mińsku Litewskim, róg ulicy Zacharzewskiej i zaułka Zacharzewskiego (obecnie Prospekt Niepodległości 15, siedziba Ministerstwa Spraw Wewnętrznych Republiki Białorusi; projekt razem ze Stanisłauem Hajdukiewiczem; 1913)[3][1];
- Hotel Savoy w Łodzi[2];
- Kaplica pałacowa w Kawaniczach[2];
- Kościół Serca Jezusa i Najświętszej Marii Panny, kaplica i zabudowania gospodarcze hr. Czapskiego w Wołczkiewiczach k. Mińska Litewskiego (projekt w kwietniu 1902, zbudowany w 1904; zniszczony w latach 50. XX wieku)[3];
- Kościół Niepokalanego Poczęcia Najświętszej Maryi Panny na Żbikowie w Pruszkowie[2];
- Przebudowa klasztoru franciszkanów w Pińsku (lata 20. XX wieku)[6];
- Rozbudowa kościoła Matki Bożej Anielskiej na Skolimowie w Konstancinie-Jeziornie[2];
- Rynek Besarabski w Kijowie (projekt, zbudowany 1910–1912)[2][5];
- Więzienie w Tyflisie[2].

W okresie międzywojennym projektował budynki m.in. w Brześciu, Pińsku (urzędy państwowe, banki) i Baranowiczach.
Oprócz projektów architektonicznych Henryk Julian Gay jest także autorem artykułów, w których poddawał analizie wybrane zabytki architektury, przede wszystkim te, które zwiedzał w trakcie swoich podróży. Były to m.in. Bazylika Notre-Dame de Fourvière w Lyonie i meczety w Tunezji. Jego publikacje ukazywały się m.in. w 1909 roku.